# Robert Ridgway

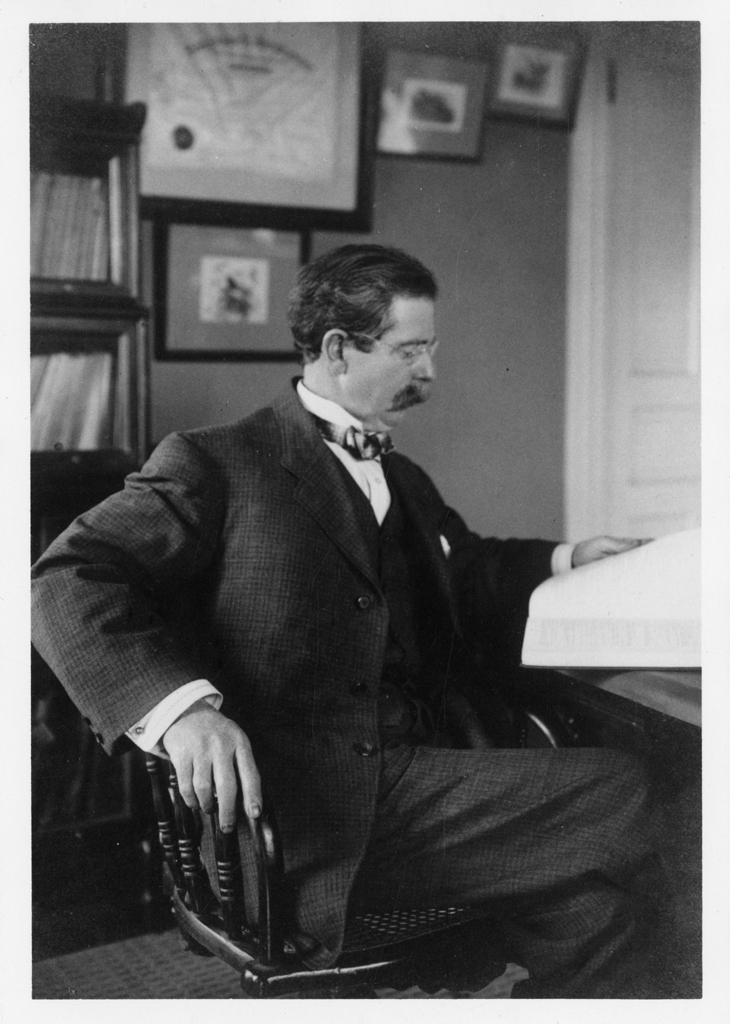
Robert Ridgway

Robert Ridgway (* 2. Juli 1850 in Mount Carmel, Illinois; † 25. März 1929 in Olney, Illinois) war ein US-amerikanischer Ornithologe.

## Leben und Wirken
Ridgway war bereits als Jugendlicher ein leidenschaftlicher Vogelbeobachter, Sammler und Illustrator. Durch einen Briefwechsel mit Spencer Fullerton Baird wurde er im Alter von 14 Jahren zu ornithologischen Studien ermutigt.
Im Frühjahr 1867 begleitete Ridgway den Geologen Clarence King auf eine Forschungsreise entlang des 40. Breitengrades, die er 1877 in seinem Werk Report on Ornithology of the Fortieth Parallel beschrieb. Von 1867 bis 1869 unternahm Ridgway Expeditionen nach Kalifornien, Nevada, Idaho, Utah und Wyoming, wo er viele Vogelbälge für das National Museum of Natural History sammelte.
1875 heiratete er Julia Evelyn Parker. Der einzige Sohn des Paares – Audubon Whelock Ridgway – starb 1901 an einer Lungenentzündung. 1879 wurde Ridgway von Spencer Fullerton Baird, der inzwischen Sekretär der Smithsonian Institution geworden war, zum Kurator der Abteilung Vögel im National Museum of Natural History ernannt. Nach dem Tod von Baird wurde Ridgway im Jahre 1888 Leiter der Abteilung.
1883 gehörte Robert Ridgway neben Elliott Coues zu den Gründungsmitgliedern der American Ornithologists’ Union. Von 1898 bis 1900 war er Präsident der Organisation.
1899 nahm Ridgway zusammen mit John Muir und anderen Forschern an der von Edward Henry Harriman geleiteten Harriman-Alaska-Expedition entlang der Küste Alaskas teil, wo ausgedehnte Forschungen über die Flora und Fauna Alaskas betrieben wurden.
1919 wurde Robert Ridgway mit der Daniel-Giraud-Elliot-Medaille der National Academy of Sciences ausgezeichnet, die ihn 1917 als Mitglied aufgenommen hatte. 1919 erhielt er für sein Opus magnum The birds of North and middle America: a descriptive catalogue die William-Brewster-Medaille der American Ornithologists’ Union.
Ridgway schrieb etwa 500 Artikel, Kataloge und Bücher, darunter History of North American Birds (in Zusammenarbeit mit Thomas Mayo Brewer und Spencer Fullerton Baird, 1875–1884; Land Birds, 3 Bände, Water Birds, 2 Bände), The Humming Birds (1892) und The Ornithology of Illinois (1889–1895). Bei den Illustrationen wurde er oft von seinem Bruder John Livzey Ridgway (1859–1947) unterstützt. 1886 veröffentlichte er mit seinem Werk A Nomenclature of Colors for Naturalists and Compendium of Useful Information for Ornithologists (Boston: Little, Brown & Co.) eines der ersten und wichtigsten Farbsysteme für die Vogelbestimmung. 1912 publizierte er ein größeres Werk über die Farbennomenklatur mit dem Titel Color Standards and Color Nomenclature, das mit dem Geld seines Kollegen und Freundes José Castulo Zeledón aus Costa Rica finanziert wurde. Das Bestimmungsbuch, in dem 1115 Farbtöne aufgeführt werden, galt für Ornithologen, Floristen und Chemiker gleichermaßen als Standardwerk.
Robert Ridgway beschrieb 35 Vogeltaxa, darunter das Oklahomapräriehuhn (Tympanuchus pallidicinctus), die Floridaente (Anas fulvigula), den Coloradoschneegimpel (Leucosticte australis) und die Mangrovekreischeule (Megascops cooperi). Arten wie der Haiti-Bussard (Buteo ridgwayi), der Punasichler (Plegadis ridgwayi), die Ridgwaykotinga (Cotinga ridgwayi) (Name stammte aus einem Manuskript von Zeledón), die Mexikonymphe (Eupherusa ridgwayi), der Ridgwaykauz (Aegolius ridgwayi) und die Braunhals-Nachtschwalbe (Antrostomus ridgwayi) wurden nach ihm benannt. Außerdem wurde ihm von Leonhard Hess Stejneger die Gattung Ridgwayia gewidmet, die dieser für die monotypische Art der Aztekendrossel (Ridgwayia pinicola (Sclater, PL 1859)) einführte. Auch die Corayazaunkönig-Unterart (Pheugopedius coraya ridgwayi (von Berlepsch, 1889)) wurde zu seinen Ehren benannt.

## Schriften (Auswahl)
- On some new forms of American Birds. In: The American Naturalist, an Illustrated Magazine of Natural History. Band 7, 1873, S. 602–619 (biodiversitylibrary.org).
- The Grouse and Quails of North America. In: Forest and Stream. Band 1, 1873, S. 289–290 (biodiversitylibrary.org).
- A history of North American birds. Little Brown, Boston 1874 (biodiversitylibrary.org).
- Catalogue of the Ornithological collection of the Voston Society of Natural History. Part II. Falconidae. In: Proceedings of the Boston Society of Natural History. Band 16, Nr. 1, 1874, S. 43–106 (biodiversitylibrary.org).
- Ornithology of Guadeloupe Islands. In: Bulletin of the United States Geological and Geographical Survey of the Territories. Band 2, Nr. 2, 1876, S. 183–195 (englisch, biodiversitylibrary.org).
- in Clarence King: Part III Ornithology in Report of the geological exploration of the fortieth parallel, made by the oder of the Secretary of war to Acts of Congress of March 2, 1867, and March 3, 1869 under the direction of Brig. and Bvt. Major General A. A. Humphreys Chief of Engineersby Clearance King, U. S. Geologist. Band 4, Nr. 18. Government Printing Office, Boston 1877, S. 303–643 (biodiversitylibrary.org).
- Studies of the American Herodiones. Part I - Synopsis of the American Genera of Ardeidæ and Ciconiidæ; including descriptions of three new Genera, and a monograph of the American species of the Genus Ardea, Linn. In: Bulletin of the United States Geological and Geographical Survey of the Territories. Band 4, Nr. 1, 1878, S. 219–251 (englisch, biodiversitylibrary.org).
- Revision of Nomenclature of Certain North American Birds. In: Proceedings of the United States National Museum. Band 3, Nr. 591, 1880, S. 1–16 (biodiversitylibrary.org).
- Passer saturatus, a new species of tree-sparrow from the Liu-Kiu Islands, Japan. In: Proceedings of the United States National Museum. Band 8, Nr. 472, 1885, S. 19–20 (biodiversitylibrary.org).
- Description of a new species of boat-billed heron from Central America. In: Proceedings of the United States National Museum. Band 8, Nr. 493, 1885, S. 93–94 (biodiversitylibrary.org).
- Description of a new hawk from Cozumel. In: Proceedings of the United States National Museum. Band 8, Nr. 494, 1885, S. 94–95 (biodiversitylibrary.org).
- Note on Junco Annectens Baird and J. Ridgwayi Mearns. In: The Auk. Band 14, Nr. 1, 1897, S. 94 (englisch, unm.edu [PDF; 58 kB]).
- in Charles Cleveland Nutting: On a collection of Birds from Hacienda "La Palma" Gulf of Nicoya, Costa Rica (With critical notes by R. Ridgway). In: Proceedings of the United States National Museum. Band 5, 1882, S. 382–409 (biodiversitylibrary.org).
- Description of a new species of Cotinga from the Pacific coast of Costa Rica. In: Proceedings of the United States National Museum. Band 10, Nr. 599, 1887, S. 1–2 (biodiversitylibrary.org).
- A review of the genus Psittacula of Brisson. In: Proceedings of the United States National Museum. Band 10, Nr. 661, 1888, S. 529–548 (biodiversitylibrary.org).
- Spencer Fullerton Baird. In: The Auk. Band 5, Nr. 1, 1888, S. 1–14 (unm.edu [PDF]).
- Descriptions of Supposed New Genera, Species, and Subspecies of American Birds I. Fringillidae. In: The Auk. Band 15, Nr. 3, 1898, S. 223–233 (englisch, unm.edu [PDF; 323 kB]).
- New Species, Etc., of American Birds.--II. Fringillidae (Continued). In: The Auk. Band 15, Nr. 4, 1898, S. 319–324 (englisch, unm.edu [PDF; 229 kB]).
- New Species, etc., of American Birds. -- III. Fringillid[ae] (Continued). In: The Auk. Band 16, Nr. 1, 1899, S. 35–37 (englisch, unm.edu [PDF; 126 kB]).
- New Species, Etc., of American Birds. -- VI. Fringillid[Ae] (Supplement). In: The Auk. Band 17, Nr. 1, 1900, S. 29–30 (englisch, unm.edu [PDF; 76 kB]).
- Diagnoses of new forms of Micropodidae and Trochilidae. In: Proceedings of the Biological Society of Washington. Band 23, 1910, S. 53–55 (biodiversitylibrary.org).
- Diagnoses of some new genera of American birds. In: Proceedings of the Biological Society of Washington. Band 25, 1912, S. 97–101 (biodiversitylibrary.org).
- Color standards and color nomenclature. Published by the author, Washington, D.C. 1912 (biodiversitylibrary.org).
- The Birds of North and Middle America: A descriptive catalogue of the higher groups, genera, species and subspecies of birds known to occur in Northern America, from the Arctic Lands to the Isthmus of Panama the West Indies and other Islands of the Caribbean Sea, and the Galapagos Archipelago. Family Cuculidæ, Family Psittacidae, Family Columbidæ. In: Bulletin of the United States National Museum. Band 50, Nr. 7, 1916, S. 1–543, Abbildungen I–XXIV (biodiversitylibrary.org).